# Az Omega összes kislemeze 1967–1971
Az Omega összes kislemeze 1967–1971 1992-ben kiadott válogatás, az Omega Legendás kislemezek című albumának bővített CD-változata.
Címével ellentétben nem tartalmazza a jelölt időszak összes kislemezdalát, a Kiabálj, énekelj és a Snuki kimaradtak az anyagból.
A CD ma már nincs forgalomban, mivel az összes példány eladásra került, de az Antológia sorozat gyűjteményes kiadás első részében megjelent 1-3. album bónuszanyaga, valamint a Kiabálj, énekelj! ritkaságválogatás együtt tartalmazzák a teljes anyagát (mind a 20 dalt). Utóbbi válogatásra olyan korabeli kislemezdalok is felkerültek, amik ennek a CD-nek az anyagából kimaradtak (fentebb már meg lettek említve).
Az albumra felkerült dalok közül a Szeretnék visszamenni hozzád és a Halott virágok – némileg eltérő verzióban – a Trombitás Frédi és a rettenetes emberek című albumra is felkerültek. Az utolsó három dal közül kettő (a Hűtlen barátok és a Régvárt kedvesem) pedig az 1972-ben megjelent negyedik albumra (Élő Omega) került fel a kislemezes változattól szintén némileg eltérő változatban. Ugyanakkor a válogatást záró 200 évvel az utolsó háború után politikai okokból nem kerülhetett akkor albumra, ez utóbbi az Élő Omega 1998-ban megjelent alternatív változatán kapott helyet. A lemez többi dala csak kislemezen és válogatásalbumon jelent meg, valamint a fentebb említett Antológia sorozatban bónuszként.

## Dalok
1. Nem új a nap alatt semmi (Presser Gábor – S. Nagy István) – 3:05
2. Nem szeretlek (Payer András – S. Nagy István) – 3:09
3. Nem vagy szép (Presser Gábor – Verebes István, S. Nagy István) – 2:14
4. Megbántottál (Presser Gábor – Adamis Anna, S. Nagy István) – 2:40
5. Azt mondta az anyukám (Presser Gábor – S. Nagy István) – 2:31
6. Rózsafák (Presser Gábor – S. Nagy István) – 2:40
7. Ismertem egy lányt (Presser Gábor – Adamis Anna) – 2:54
8. Szeretnék visszamenni hozzád (Presser Gábor – Adamis Anna) – 1:50
9. Halott virágok (Presser Gábor – Adamis Anna) – 1:57
10. Nem tilthatom meg (Presser Gábor – S. Nagy István) – 4:16
11. Volt egy bohóc (Presser Gábor – Adamis Anna) – 4:10
12. Régi csibészek (Presser Gábor – Adamis Anna) – 2:36
13. Naplemente (Presser Gábor – Adamis Anna) – 4:08
14. Ballada a fegyverkovács fiáról (Presser Gábor – Adamis Anna) – 4:28
15. Sötét a város (Presser Gábor – Adamis Anna) – 4:39
16. Ülök a hóban (Presser Gábor – Adamis Anna) – 5:04
17. Szomorú történet (Molnár György – Kóbor János – Sülyi Péter) – 6:15
18. Hűtlen barátok (Mihály Tamás – Kóbor János) – 5:13
19. Régvárt kedvesem (Mihály Tamás – Kóbor János) – 5:09
20. 200 évvel az utolsó háború után (Molnár György – Kóbor János – Sülyi Péter) – 5:19

## Toplistás szereplése
Az album négy héten át szerepelt a Mahasz Top 40-es eladási listáján, legjobb helyezése 29. volt.